# Liste der finnischen Botschafter in China
1936 wurde die finnische Gesandtschaft in 301 Route Cardinal Mercier, Shanghai eröffnet. 
| Ernennung Akkreditierung | Name                 | Bemerkungen            | ernannt von          | Akkreditierung während der Regierungszeit von | Posten verlassen |
| ------------------------ | -------------------- | ---------------------- | -------------------- | --------------------------------------------- | ---------------- |
| 1936                     | Hugo Valvanne        | Gesandter in Shanghai  | Kyösti Kallio        | Lin Sen                                       | 1936             |
| 1950                     | Hugo Valvanne        | Gesandter in Neu-Delhi | Juho Kusti Paasikivi | Mao Zedong                                    | 1952             |
| 1952                     | Helge von Knorring   | Gesandter in Peking    | Juho Kusti Paasikivi | Mao Zedong                                    | 1953             |
| 1953                     | Carl-Johan Sundström | ab 1954 Botschafter    | Juho Kusti Paasikivi | Mao Zedong                                    | 1959             |
| 1959                     | Hugo Valvanne        |                        | Urho Kekkonen        | Liu Shaoqi                                    | 1961             |
| 1961                     | Joel Toivola         |                        | Urho Kekkonen        | Liu Shaoqi                                    | 1967             |
| 1967                     | Veli Helenius        |                        | Urho Kekkonen        | Liu Shaoqi                                    | 1974             |
| 1974                     | Martti Salomies      |                        | Urho Kekkonen        | Dong Biwu                                     | 1976             |
| 1976                     | Pentti Suomela       |                        | Urho Kekkonen        | Song Qingling                                 | 1984             |
| 1984                     | Risto Hyvärinen      |                        | Mauno Koivisto       | Li Xiannian                                   | 1989             |
| 1989                     | Arto Mansala         |                        | Mauno Koivisto       | Yang Shangkun                                 | 1992             |
| 1992                     | Ilkka Ristimäki      |                        | Mauno Koivisto       | Yang Shangkun                                 | 1997             |
| 1997                     | Pasi Rutanen         |                        | Martti Ahtisaari     | Jiang Zemin                                   | 2001             |
| 2001                     | Benjamin Bassin      |                        | Tarja Halonen        | Jiang Zemin                                   | 2005             |
| 2005                     | Antti Kuosmanen      |                        | Tarja Halonen        | Hu Jintao                                     | 2009             |
| 2009                     | Lars Backström       |                        | Tarja Halonen        | Hu Jintao                                     |                  |